# ایرانیان ترک‌زبان

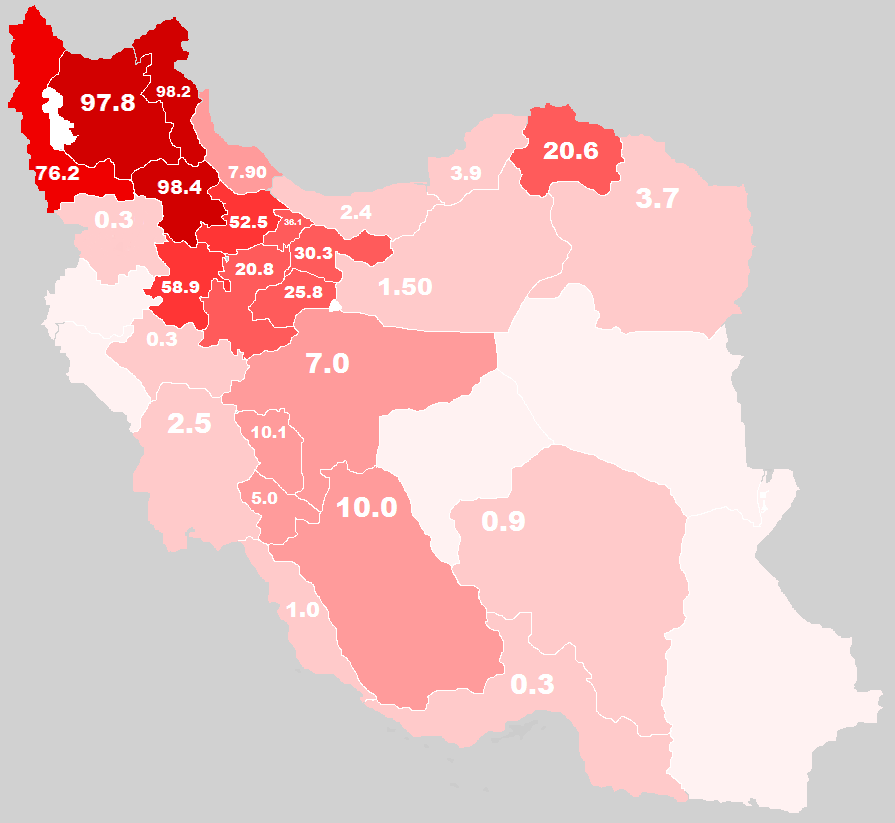
درصد جمعیت ترک‌زبان‌ها در استان‌های ایران (۲۰۱۰)

ایرانی‌های ترک‌زبان یا ایرانیان تُرک به گروهی از مردم ایرانی گفته می‌شود که به زبان‌های ترکی سخن می‌گویند. سازمان سیا، مجموع جمعیت آذری‌ها و ترک‌زبان‌ها را ۱۸ درصدِ جمعیتِ کلِ ایران اعلام کرده‌است. بر اساس سرشماری‌ها و آمارهای دیگر نهادهای مستقل، تخمین‌ها جمعیت آذری‌ها بین ۱۳٬۶۰۰٬۰۰۰ تا بیش از ۱۵٬۰۰۰٬۰۰۰ جمعیت ترکمن‌ها بین ین ۴۰۰٬۰۰۰ تا ۷۵۰٬۰۰۰ قشقایی‌ها حدود ۳۰۰٬۰۰۰ تا ۸۰۰٬۰۰۰ ترک‌های خراسانی حدود ۴۰۰٬۰۰۰ تا ۸۵۴٬۰۰۰ قزاق‌ها ۵٬۰۰۰ و خلج‌ها ۵۰٬۰۰۰ هزار نفر، و بچاقچی‌ها (با جمعیت نامشخص) هستند. شهرهای تبریز، ارومیه، اردبیل و زنجان به ترتیب بزرگ‌ترین و مهم‌ترین شهرهای ترک‌نشین ایران محسوب می‌شوند.

## اقوام
| ردیف | قوم | زبان                                                      | دین           | جمعیت                    |
| ---- | --- | --------------------------------------------------------- | ------------- | ------------------------ |
| ۱    | آذری‌های ایرانی - ایل افشار - ایل بیات - ایل بهارلو - ایل نفر - ایل اینانلو - ایل شاهسون‌ - ایل قره‌پاپاق - ایل قراگوزلو - ایل اصانلو - ایل عمرانلو - ایل قاجار - قره‌داغی‌ها - آیروملوها - قره چورلو | ترکی آذربایجانی - گویش افشاری - گویش شاهسونی - گویش سنقری | مسلمان (شیعه) | ~۱۵٬۰۰۰٬۰۰۰              |
| ۲    | ترکمن‌های ایران - ترکمن‌های خراسان | ترکمنی                                                    | مسلمان (سنی)  | ~۷۵۰٬۰۰۰                 |
| ۳    | ترک‌های خراسانی | ترکی خراسانی                                              | مسلمان (شیعه) | ~۸۶۰٬۰۰۰                 |
| ۴    | قشقایی | زبان قشقایی                                               | مسلمان (شیعه) | ~۳٬۰۰۰٬۰۰۰ الی ۴٬۰۰۰٬۰۰۰ |
| ۵    | قزاق‌های ایران | قزاقی                                                     | مسلمان (سنی)  | ~۵٬۰۰۰                   |
| ۶    | خلج‌ها | زبان خلجی                                                 | مسلمان (شیعه) | ~۵۱٬۰۰۰                  |
| ۷    | بچاقچی | در گذشته زبان ترکی امروزه فارسی                           | مسلمان (شیعه) | نامشخص                   |

## سکونت‌گاه ایرانی‌های ترک‌زبان
آذری‌های ایرانی عمده جمعیت ترک‌زبان ایران را تشکیل می‌دهند. حضور بارز جمعیت آذری در استان‌های، آذربایجان شرقی، اردبیل، زنجان، قزوین، همدان و بخش‌هایی از استان آذربایجان غربی می‌باشد.
ترک‌های خراسانی از دیگر گروه‌های ترک‌زبان ایران است، که در استان خراسان رضوی، شمالی، سمنان و گلستان دارند.
ترکمن‌ها گروهی از مردم ترکمن‌زبان هستند که در استان خراسان شمالی و گلستان سکونت دارند.
قشقایی‌ها گروهی از مردم قشقایی‌زبان هستند، که در استان‌های فارس، چهارمحال و بختیاری، اصفهان، بوشهر، خوزستان و کهگیلویه و بویراحمد سکونت دارند.

## وضعیت زبان‌های ترکی در ایران

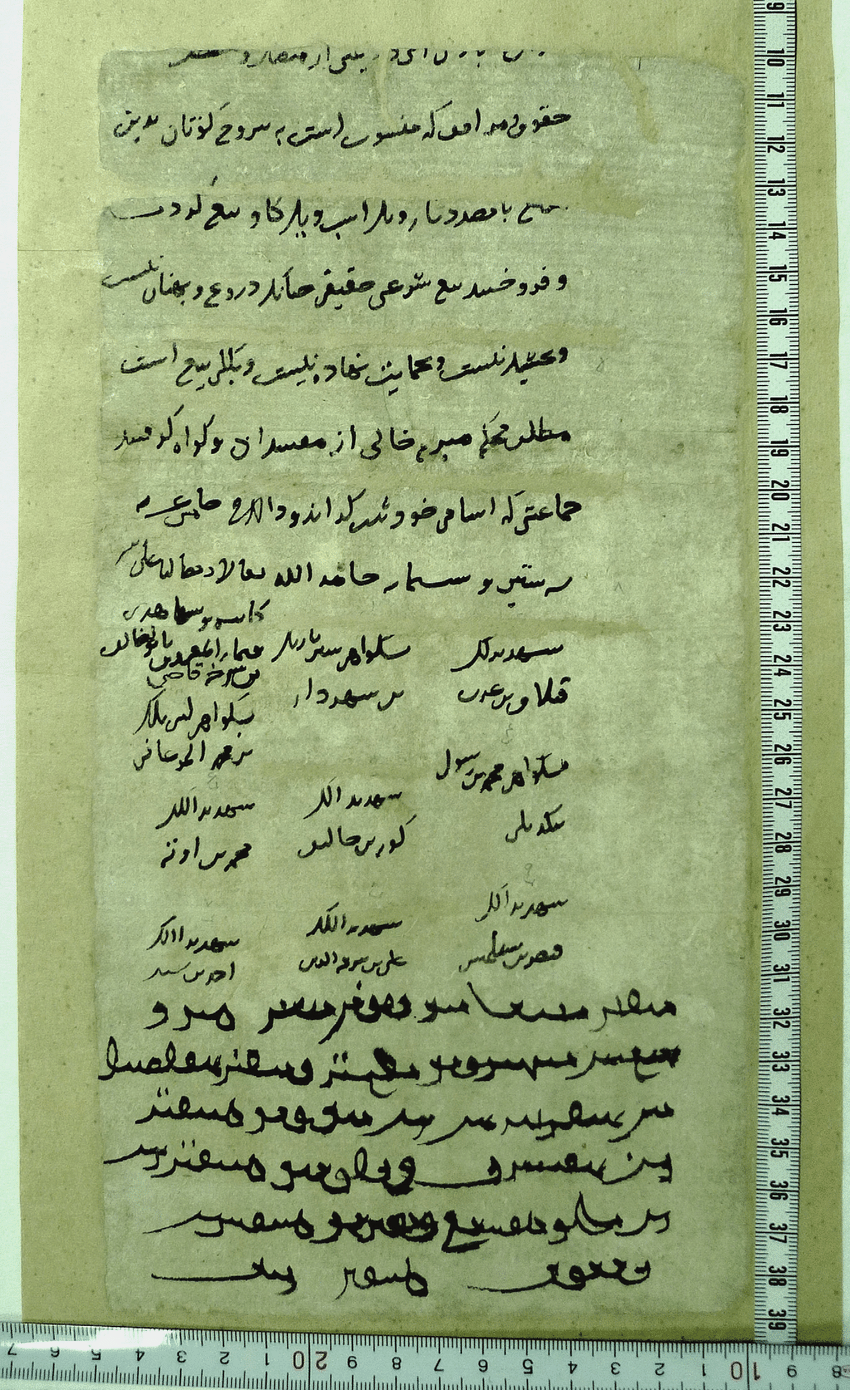
یکی از کهن‌ترین اسناد مکتوب به‌جامانده از کاربرد زبان‌های ترکی در ایران یک بنچاق فارسی-ترکی به‌سال ۶۶۰ هجری (اوایل دورهٔ ایلخانی) است که امروزه در موزهٔ ملی ایران نگهداری می‌شود.

### ترکی آذربایجانی
زبان آذربایجانی شاید پس از زبان ازبکی دومین زبان از زبان‌های ترکی باشد که از فارسی بیشترین تأثیر را گرفته‌است. این تأثیر بیشتر در واج‌شناسی، مجموعه لغات و ساختار بوده‌است و به صورت کمتر در صرف این زبان بوده‌است. تأثیر عناصر زبان‌های ایرانی بر آغوزی از آسیای میانه آغاز شده‌است.
در دوره قاجار دربار ولیعهد در شهر ترک‌زبان تبریز واقع شده بود، و در دربار ولیعهد در تبریز و نیز در دربار تهران، علاوه بر زبان فارسی، به زبان ترکی نیز تکلم می‌شد. مظفرالدین شاه که دوره طولانی ولایتعهدی را در تبریز گذرانده بود، فارسی را با لهجه ترکی حرف می‌زد.
به عقیدهٔ برخی کارشناسان و پژوهشگرهای حوزه تاریخ و فرهنگ بومی زبان ترکی آذربایجانی شمال استان همدان آسیب دیده‌است که بخشی از علل آن به بطن جامعه ترک‌زبانان شهرستان‌های شمالی استان همدان برمی‌گردد. به مرور زمان، واژه‌های زبان ترکی در معرض فراموشی قرار گرفته‌است و کلماتی از دیگر زبان‌ها، از جمله فارسی و عربی و ترکی استانبولی در میان لهجه‌های ترک‌زبان این استان رسوخ یافته‌است.

### ترکمنی
ترکمنی در ایران و افغانستان با خط فارسی نوشته می‌شود. در کشور ترکمنستان تا سال ۱۹۲۸ خط فارسی و سپس خط لاتین جایگزین آن شد و در سال ۱۹۴۰ خط سریلیک جای آن را گرفت. در ۱۹۹۱ خط لاتین بر پایه خط ترکی (استانبولی) جایگزین خط سریلیک شد.

### ترکی خراسانی
سازمان یونسکو از زبان‌های در معرض خطر جهان یا منسوخ شده، اطلسی تهیه کرده‌است که به صورت آنلاین و به کمک نقشه‌های گوگل قابل مشاهده است. در این لیست، برای کشور ایران ۲۵ زبان در معرض خطر نشان داده شده‌است که ترکی خراسانی یکی از این زبان‌ها است و با عنوان زبان آسیب‌پذیر از آن یاد شده‌است. این زبان بیشتر در استان خراسان شمالی صحبت می‌شود ولی در استان‌های خراسان رضوی و گلستان هم گویشور دارد. بیشتر کسانی که به زبان ترکی خراسانی سخن می‌گویند به زبان فارسی نیز مسلط هستند. نابودی تدریجی زبان ترکی خراسانی در شمال و مرکز خراسان رخ داده‌است.

### زبان قشقایی
زبان قشقایی یکی از لهجه‌های شاخه جنوب غربی زبان ترکی است که قشقایی‌ها بدان تکلم می‌کنند. در واژگان قشقایی تأثیر زبان فارسی مشخص است، در متون جمع‌آوری شده توسط گرهارد دورفر و همکارانش از فیروزآباد، دخیل‌های فراوان عربی دیده می‌شود. قاموس دینی بیشتر ریشه عربی دارد اما از فارسی وارد این زبان شده‌اند و ویژگی‌های فارسی‌شان را حفظ کرده‌اند. بنا به یک پژوهش، در فیروزآباد، قشقایی‌ها در همه سنین از زبان مادری در حوزه‌های دوستانه و خانوادگی استفاده می‌نمایند، اما در شیراز افراد زیر بیست سال خانواده‌های ترک‌زبان تمایل چندانی به استفاده از زبان مادری ندارند. در شیراز در حوزه‌های مختلف زبان غالب فارسی است و در موقعیت‌های غیررسمی در بعضی از مواقع زبان مادری استفاده می‌شود در صورتی که در فیروزآباد در شرایط مشابه ترکی ترجیح داده می‌شود. ترکی در شیراز به شدت تحت تأثیر فارسی است. زبان قشقایی در میان جوانان به تدریج در حال از دست دادن کاربری‌اش است.

### زبان قزاقی
جمعیت قزاق‌های ایران بیش از ۵٫۰۰۰ نفر است که در شهرهای گرگان، بندر ترکمن و گنبد کاووس زندگی می‌کنند. بیشتر آن‌ها در اوایل قرن بیستم از قزاقستان شوروی به ایران مهاجرت کردند. زبان قزاقی در بین آن‌ها رایج است.

### زبان خلجی
نشانه‌هایی تاریخی نشان می‌دهد که خلج‌ها احتمال دارد در اصل مردمی آریایی‌نژاد و گروهی از سکاها بوده‌اند که در آسیای میانه ترک‌زبان شده‌اند. مردم خلج از نظر فرهنگی ایرانی محسوب می‌شوند. امروزه زبان خلجی در معرض انقراض قرار دارد و جای خود را بین نسل جدید خلجی‌ها به فارسی داده‌است. نسل جدید تنها در حد درک مطلب با این زبان آشنائی دارند و دیگر در میان خود از این زبان استفاده نمی‌کنند. بر اساس آمار سایت اتنولوگ تعداد گویش‌وران زبان خلجی در ایران ۵۰٫۰۰۰ نفر است.

### ایل بچاقچی
بچاقچی، یکی از بزرگ‌ترین ایلات استان کرمان و شیعه‌مذهب است و بچاقچیها در گذشته به گویشی از ترکی صحبت می‌کردند ولی امروزه بیشتر شهرنشین شده و به فارسی صحبت می‌کنند. واژه بچاقچی در ترکی به معنای چاقوساز است و از نام یکی از رؤسای گذشته ایل گرفته شده‌است. این ایل اکثراً در بخش بلورد یکی از بخش‌های شهرستان سیرجان در استان کرمان متمرکز شدند.

## یادداشت
1. ↑  از بزرگ‌ترین ایل‌های استان کرمان